# Beaver, Utah
Orașul Beaver este sediul comitatului Beaver,  statul Utah, SUA. Populația orașului, conform recensământului Statelor Unite din anul 2000, era de 2.454  de locuitori. Densitatea : 206,9 loc./km² (535,5 loc/mi²). Suprafața totală este de 11,9 km² (4.6 mi²). Coordonatele geografice : 38°16′35″N 112°38′20″V / 38.27639°N 112.63889°V.

## Geografie
Beaver are o suprafață de 11,9 km². La est de Beaver sunt Munții Tushar, cu o înălțime maximă de 3660 m.

### Localități din apropiere
Diagrama de mai jos arată localitățile din apropierea orașului Beaver, pe o rază de 40 km.

## Demografie
Conform recensământului din anul 2000 , Alma avea o populație de 2.454  de locuitori (206,9 loc./km²):
856 gospodării,
653 familii,
1.021  unitâți locative ( 86,1/km²).
41,0% din familii au copii sub 18 ani
65,0% din gospodării sunt familii căsătorite
7,9%  din gospodării sunt femei singure
23,6% fără familie
Structura demografică
94,74% albi
0,53% nativi americani
0,16% asiatici
3,06%  alte grupări etnice
Structura pe vârste
| Populație | Ani     | Procent |
| --------- | ------- | ------- |
| sub       | 18      | 32,90%  |
| între     | 18 - 24 | 9,10%   |
| între     | 25 - 44 | 23,30%  |
| între     | 45 - 64 | 19,70%  |
| peste     | 65      | 15,00%  |

Grupuri etnice 
englezi - 40%
germani - 7%
soțieni - 5%
danezi - 5%
irlandezi - 5%
Evoluția demografică
| 1860 | 1870 | 1880 | 1890 | 1900 | 1910 | 1920 | 1930 | 1940 | 1950 | 1960 | 1970 | 1980 | 1990 | 2000 |
| ---- | ---- | ---- | ---- | ---- | ---- | ---- | ---- | ---- | ---- | ---- | ---- | ---- | ---- | ---- |
| 785  | 1207 | 1911 | 1752 | 1822 | 2085 | 2226 | 1673 | 1808 | 1685 | 1548 | 1453 | 1792 | 1998 | 2454 |

- Vârsta medie era de 32 ani.
- Venitul mediu pentru o gospodărie din oraș era 33.646 dolari.
- Venitul mediu pentru o familie era 37.933 dolari.
- Bărbații au avut un venit mediu de 29.485 dolari față de 17.159 dolari pentru femei.
- Venitul pe cap de locuitor pentru orașul Beaver a fost de 14.412 dolari.
- Aproximativ 6,7% din familii și 8,6% din populație erau sub pragul de sărăcie.